# Syddanske Ingeniørstuderendes Fællesråd
Syddanske Ingeniørstuderendes Fællesråd, SIF, er de ingeniørstuerendes sammenslutning på Syddansk Universitet. 
Foreningen er de ingeniørstuderendes officielle studieorganisation under IDA og varetager og repræsenterer de studerendes interesser både lokalt- og landspolitisk.
SIF står desuden for sociale arrangementer på Det Tekniske Fakultet, for at sikre og styrke sammenholdet mellem medlemmerne både fagligt og socialt. 